# Macrochelys suwanniensis
Espèce
Macrochelys suwanniensis est une espèce de tortues cryptodires de la famille des Chelydridae.

## Systématique
L'espèce Macrochelys suwanniensis a été décrite en 2014 par Travis M. Thomas (d), Michael C. Granatosky (d), Jason R. Bourque (d), Kenneth L. Krysko (d), Paul Edmunds Moler (d), Tony Gamble (d), Eric Suarez (d), Erin H. Leone (d) et Joe Roman (d),.

## Répartition
Ce proche parent de la Tortue alligator (Macrochelys temminckii) est endémique des États-Unis. Son aire de répartition semble restreinte au bassin du Suwannee (comprenant la Géorgie et la Floride).

## Étymologie
L'épithète spécifique, composée de suwanni et du suffixe latin -ensis (« qui vit dans, qui habite »), est nommée en référence à la localité type, le Suwannee.